# Everybody (Madonna)
Everybody è la canzone d'esordio della cantante statunitense Madonna, scritta dalla stessa cantante e prodotta da Mark Kamins, e pubblicata come singolo il 6 ottobre 1982. È stato il primo singolo estratto dal primo album della cantante, l'omonimo Madonna.
Ancora prima che fosse pubblicato come singolo dalla Sire Records, Everybody faceva parte di un demo-tape che Madonna utilizzava nei club di New York per farsi conoscere. In uno di questi locali, il Danceteria, conobbe uno dei migliori dj dell'epoca, Mark Kamins, al quale fece ascoltare alcuni demo che aveva registrato con Stephen Bray. Vedendo l'eccezionale risposta dei clienti del locale, Kamins decise di produrlo.
Dato il ritmo ipnotico della canzone a metà strada tra il pop e l'R&B, tipico dei pezzi lanciati da moltissime cantanti nere dell'epoca, il pubblico credeva che Madonna fosse una cantante di colore: per questo motivo si dice che la casa discografica scelse di non fare apparire l'immagine di Madonna sulla copertina del singolo (che rappresenta un colorato collage di New York, realizzato da Lou Beach), appositamente per non perdere il pubblico di colore.
Il 45 giri non varcò i confini degli Stati Uniti alla sua pubblicazione: la casa discografica non volle rischiare un lancio massiccio per una cantante che ancora nessuno conosceva, il pezzo tuttavia divenne noto in un Paese straniero, il Brasile, per il suo inserimento nella telenovela Happy End, successo di Rede Globo quell'anno. Le classifiche americane accolsero il pezzo timidamente: solo la dance chart vide il 45 giri come un discreto successo. Pur non rientrando nella classifica dei singoli più venduti, il brano diventò comunque un vero e proprio cult negli ambienti underground, soprattutto newyorkesi. Everybody non fu acclamata dalla critica e faticò a raggiungere la classifica generale di Billboard. 
Madonna ha eseguito Everybody nel corso di diversi suoi tour: è stato incluso nel Virgin Tour (1985); durante il Blond Ambition Tour (1990) fungeva da interludio d’apertura per la performance di Express Yourself, mentre nel Girlie Show (1993) rappresentava l’ultimo numero dello spettacolo in medley con Everybody is a Star. È stata utilizzata poi nuovamente come encore durante il Confessions Promo Tour (2006), in una nuova versione remixata da Stuart Price. Occasionalmente, la canzone è stata eseguita durante alcuni concerti dell'MDNA Tour (2012) e del Rebel Heart Tour (2015-16), per poi ritornare una presenza fissa in scaletta con il Celebration Tour (2023-24).
Il brano fu successivamente inserito nella raccolta di remix You Can Dance del 1987, nel greatest hits Celebration del 2009 ed infine in Finally Enough Love: 50 Number Ones del 2022.

## Video musicale
Il semplice video della canzone, diretto da Ed Steinberg, mostra Madonna sul palco dello storico club newyorkese Paradise Garage, insieme ad una coppia di ballerini, mentre si scatenano sulle note della canzone. Il video è stato coreografato dal fratello della cantante, Christopher Ciccone, il quale vi compare anche come uno dei ballerini insieme all'amica Erica Bell.

## Esibizioni dal vivo
Nel 1983 Madonna ha cantato Everybody in molti club tra Stati Uniti ed Europa, tra i quali Danceteria e Uncle Sam's a New York, nonché in varie discoteche in giro per il mondo, tra cui anche in Italia nell’ottobre del 1983. Inoltre ha eseguito il brano nella trasmissione della tv statunitense Dance Party.
Il brano è stato inserito nella scaletta del primissimo tour di Madonna, il Virgin Tour del 1985.
Everybody introduce il numero di apertura del Blond Ambition Tour (senza che venga effettivamente eseguito) per poi tornare in scaletta nel Girlie Show del 1993: la versione proposta in questa performance è stata introdotta dal brano Everybody Is a Star del gruppo Sly and the Family Stone. 
Nel 2005 Madonna ha di nuovo cantato la sua prima canzone durante l'Hung Up Promo Tour, in una versione remixata da Stuart Price, per il lancio dell'album Confessions on a Dance Floor. La canzone è stata cantata al Koko Club, al club G.A.Y. di Londra e al club Studio Coast di Tokyo, mentre nel 2006 lo ha eseguito al festival Coachella Valley Music And Arts in California.
Già nel 1982 Madonna, quando ancora stava cercando la sua affermazione, aveva eseguito Everybody nel Koko Club, che allora si chiamava Camden Palace. 
Il 6 ottobre 2012, in occasione del trentesimo anniversario della canzone, Madonna la canta durante l'MDNA Tour a San Jose.
Il brano è stato brevemente eseguito occasionalmente durante il medley del Rebel Heart Tour (2015-16) che comprendeva principalmente Dress You Up e Into the Groove, e talvolta anche un frammento di Lucky Star.
Everybody rappresenta il primo numero del primo atto (dedicato agli anni 80) del Celebration Tour del 2023-24.

## Tracce
- US 12"[3]

1. "Everybody" (extended version) – 5:56
2. "Everybody" (dub version) – 9:23

- IT/UK 12"[4]

1. "Everybody" (remix) – 6:16
2. "Everybody" (dub version) – 5:59

- ITA/UK 7"[5]

1. "Everybody" (7" remix) – 3:20
2. "Everybody" (dub version) – 4:40

- DEU CD[6]

1. "Everybody" (LP version) – 4:55
2. "Everybody" (dub version) – 8:58

- 40º anniversario - digitale e 12"[7]

1. "Everybody" (7" edit) – 3:58
2. "Everybody" (instrumental version) – 4:13

## Remix ufficiali
1. Alternate Remix – 4:15
2. Dub Version – 8:58
3. Extended Version/Original Version/Full Length Version – 6:02
4. Italian Edit (durata erroneamente indicata come 6:00) – 6:08
5. Italian Instrumental – 6:17
6. UK 12" Dub Version – 6:01
7. UK 12" Remix (durata indicata erroneamente come 6:21) – 6:14
8. UK 7" Dub Version – 4:31
9. UK 7" Version – 3:13
10. US 12" Version – 6:13
11. US 7" Edit – 3:54
12. US 7" Instrumental – 4:15
13. You Can Dance Full Length-Forrest & Heller Remix – 7:07
14. You Can Dance-Single Edit – 4:34

## Formazione
- Scritta da: Madonna
- Prodotta da Mark Kamins
- Arrangiamento: Butch Jones
- Sintetizzatori: Dean Gant, Fred Zarr, Ed Walsh
- Pianoforte elettrico e acustico: Dean Gant e Fred Zarr
- Chitarre: Reggie Lucas e Ira Siegal
- Batteria elettronica: Reggie Lucas e Leslie Ming
- Sassofono: Bobby Malach
- Cori: Gwen Guthrie, Norma Jean Wright, Madonna, Brenda White e Chrissy Faith

Nella versione di You Can Dance:
- Mixaggio: Bruce Forest e Frank Heller
- Tastiere: David Cole